# Преченикко
Преченикко (итал. Precenicco) —  коммуна в Италии, располагается в регионе Фриули-Венеция-Джулия, в провинции Удине.
Население составляет 1524 человека (2008 г.), плотность населения составляет 58 чел./км². Занимает площадь 26 км². Почтовый индекс — 33050. Телефонный код — 0431.
Покровителем коммуны почитается святитель Мартин Турский, празднование 11 ноября.

## Демография
Динамика населения:

## Администрация коммуны
- Официальный сайт: http://www.comune.precenicco.ud.it/ Архивная копия от 20 июля 2011 на Wayback Machine